# Jordania en los Juegos Olímpicos de Los Ángeles 1984
Jordania estuvo representada en los Juegos Olímpicos de Los Ángeles 1984 por trece deportistas, doce hombres y una mujer, que compitieron en tres deportes.
El equipo olímpico jordano no obtuvo ninguna medalla en estos Juegos.